# 沃德洛澤羅國家公園
62°38′57″N 37°04′58″E / 62.64917°N 37.08278°E

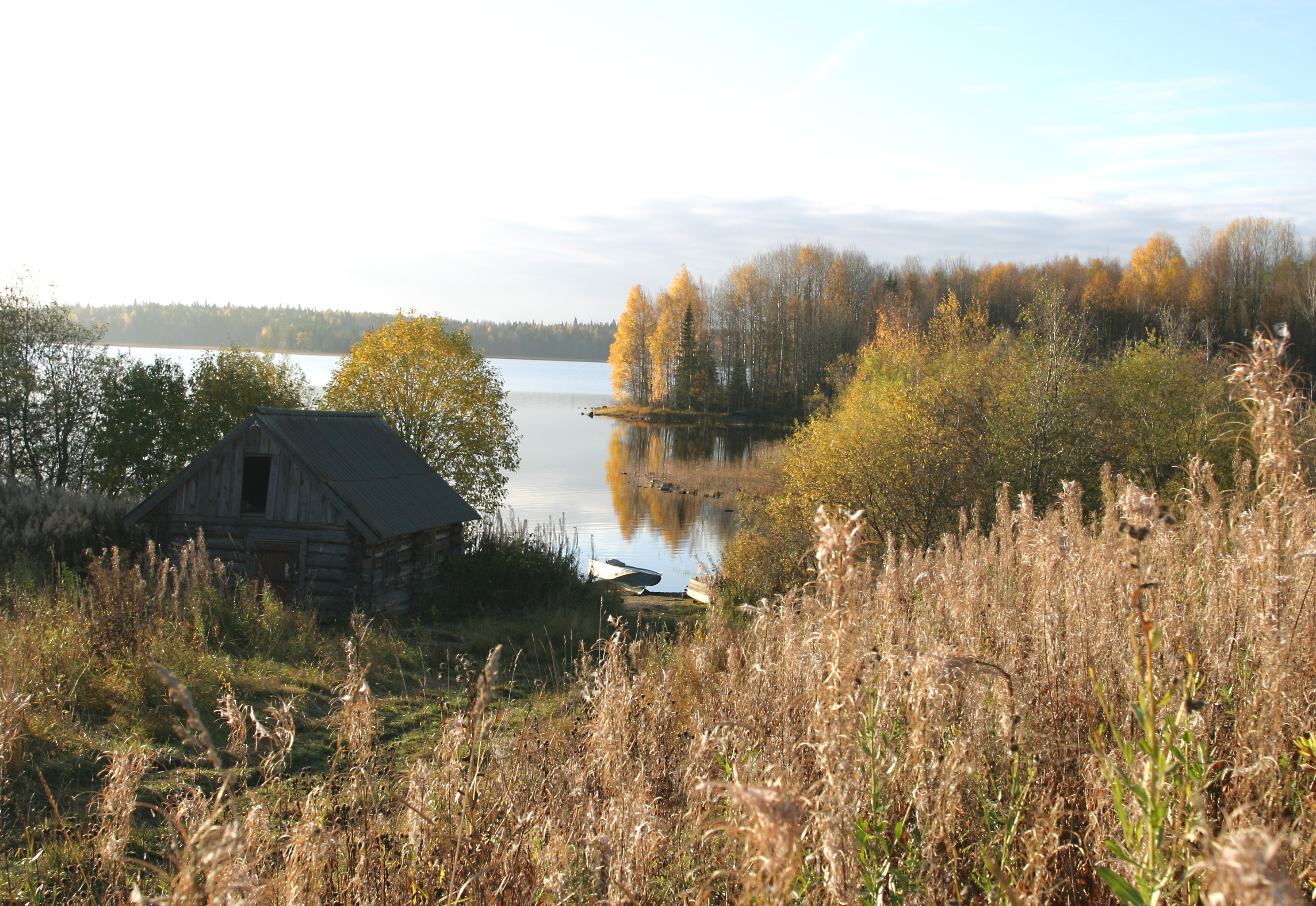

沃德洛澤羅國家公園是俄羅斯的國家公園，位於該國西北部，橫跨阿爾漢格爾斯克州和卡累利阿共和國，成立於1991年4月20日，面積4,280平方公里。